# Labbra bagnate
Labbra bagnate è un film pornografico del 1981 diretto da Claudio Bernabei. Il film è il secondo in assoluto interpretato dall'attrice francese Françoise Perrot, dopo La voglia, diretto da Joe D'Amato nello stesso anno.